# Ханты-Мансийский район
Ха́нты-Манси́йский райо́н — административно-территориальная единица и муниципальное образование (муниципальный район) Ханты-Мансийского автономного округа — Югры в составе Тюменской области России.
Административный центр — город Ханты-Мансийск (в состав района не входит).

## География
Ханты-Мансийский район находится в центральной части Ханты-Мансийского автономного округа — Югры, Тюменской области и всего Уральского федерального округа. Данный район приравнен к районам Крайнего Севера.
Ханты-Мансийский район расположен в ландшафтной зоне средней тайги. Площадь территории — 45 977,30 км², из которых 47,8 % занято лесами. На территории района расположено 3014 озёр общей площадью 22465 га. Протяжённость рек — 16165 км. Рельеф территории плоский. Крупные реки: Обь, Иртыш, Конда. Крупные озёра: Энетор, Ендра, Мамкин Сор, Эргинский Сор, Шошъегатор, Большое Щучье, Таптым, Тымгынтор.
Ханты-Мансийский район со всех сторон окружает город окружного значения Ханты-Мансийск, а также граничит с шестью другими районами Тюменской области:
- с пятью районами того же Ханты-Мансийского автономного округа — Югры:
  - на юго-востоке — с Кондинским,
  - на востоке — с Октябрьским,
  - на севере — с Белоярским,
  - на северо-западе и западе — с Сургутским,
  - на юго-западе — с Нефтеюганским;
- на юге — с Уватским районом, не входящим в состав автономных округов.

## История
В 1923 году на основании постановлений ВЦИК от 3 ноября и 12 ноября был образован Самаровский район с центром в селе Самарово. Район находился в составе Тобольского округа Уральской области. В его состав вошли Батовская, Зенковская, Самаровская волости, части Реполовской и части Филинской волости Тобольского уезда и Елизаровской волости Берёзовского уезда. В район вошло 10 сельсоветов.
- Постановлением президиума Уралоблисполкома от 14 января 1925 года из Демьянского района был передан Батовский сельсовет.
- В марте 1925 года из Демьянского района передан Филинский сельсовет.
- В 1925—1926 годах Красноленинский сельсовет переименован в Кеушинский.
- Постановлением Президиума Уралоблисполкома от 13 октября 1926 года образован Назымский тузсовет.
- Постановлением ВЦИК от 10 декабря 1930 года район включен в состав Остяко-Вогульского национального округа. В район вошло 12 сельсоветов.
- В 1936 году образован рабочий посёлок Остяко-Вогульск.
- Постановлением ВЦИК от 4 июля 1937 года Кеушинский сельсовет передан в Микояновский район.
- Указом Президиума Верховного Совета РСФСР от 27 января 1950 года рабочий посёлок Ханты-Мансийск преобразован в город окружного подчинения; село Самарово включено в черту города; центром района стал город Ханты-Мансийск.
- Указом Президиума Верховного Совета РСФСР от 1 ноября 1951 года образован Селияровский сельсовет.
- Указом Президиума Верховного Совета РСФСР от 28 июня 1956 года Самаровский сельсовет упразднён; образован Востыховский сельсовет.
- Решением облисполкома: от 9 апреля 1959 года — образованы Нялинский и Урманный сельсоветы; Коневский и Реполовский сельсоветы упразднены. Востыхоевский сельсовет переименован в Маткинский, Троицкий — в Луговской, Филинский — в Цингалинский.
- Решением облисполкома от 18 июля 1961 года — Маткинский сельсовет переименован в Троицкий.
- Указом президиума Верховного Совета РСФСР от 14 сентября 1964 года район переименован в Ханты-Мансийский.

Решениями облисполкома:
- от 24 января 1968 года Батовский сельсовет переименован в Сибирский;
- от 21 декабря 1972 года — образован Горноправдинский сельсовет.
- от 24 июня 1986 года — Зенковский сельсовет переименован в Шапшинский.
- от 27 октября 1989 года — образован Согомский сельсовет.

В 1990-е годы началось активное освоение залежей нефти в Ханты-Мансийском районе. Основаны Приобское, Каменное, Приразломное, Южно-Талинское месторождения. Они входили в десятку самых крупных осваиваемых месторождений по округу. В районе работало пять экспедиций по поиску нефти и газа: Правдинская, Назымская, Красноленинская, Белорусская, Берёзовская.

## Население
На момент создания района его население было крайне незначительным и к 1940 году достигло 22 тыс. человек.
| 2002    | 2009    | 2010    | 2011    | 2012    | 2013    | 2014    |
| ------- | ------- | ------- | ------- | ------- | ------- | ------- |
| 17 015  | ↘16 401 | ↗19 362 | ↗19 431 | ↗20 138 | ↘20 094 | ↘20 056 |
| 2015    | 2016    | 2017    | 2018    | 2019    | 2020    | 2021    |
| ↘19 727 | ↘19 623 | ↗19 680 | ↗20 043 | ↘20 000 | ↘19 807 | ↘18 980 |

Всё население района — сельское.

## Муниципально-территориальное устройство
Муниципальный район включает 12 муниципальных образований со статусом сельского поселения, а также межселенную территорию без какого-либо статуса муниципального образования:
| №         | Муниципальное образование | Административный центр  | Количество населённых пунктов | Население (чел.) | Площадь (км²) |
| --------- | ------------------------- | ----------------------- | ----------------------------- | ---------------- | ------------- |
| 1e-06     | Сельское поселение        |                         |                               |                  |               |
| 1         | Выкатной                  | посёлок Выкатной        | 2                             | ↗1202            | 167,26        |
| 2         | Горноправдинск            | посёлок Горноправдинск  | 3                             | ↗4978            | 212,88        |
| 3         | Кедровый                  | посёлок Кедровый        | 2                             | ↘1202            | 161,15        |
| 4         | Красноленинский           | посёлок Красноленинский | 2                             | ↗876             | 232,99        |
| 5         | Кышик                     | село Кышик              | 1                             | ↘651             | 51,02         |
| 6         | Луговской                 | посёлок Луговской       | 5                             | ↘2679            | 410,90        |
| 7         | Нялинское                 | село Нялинское          | 3                             | ↘948             | 256,01        |
| 8         | Селиярово                 | село Селиярово          | 1                             | ↘1503            | 75,98         |
| 9         | Сибирский                 | посёлок Сибирский       | 3                             | ↘1732            | 499,01        |
| 10        | Согом                     | деревня Согом           | 1                             | ↗305             | 37,98         |
| 11        | Цингалы                   | село Цингалы            | 2                             | ↗1434            | 233,03        |
| 12        | Шапша                     | деревня Шапша           | 3                             | ↘1460            | 297,42        |
| 12.000002 | Межселенная территория    |                         |                               |                  |               |
| 12.000003 | межселенная территория    |                         | 1                             | 2                |               |

## Населённые пункты
В Ханты-Мансийском районе 29 населённых пунктов.
| №  | Населённый пункт | Тип     | Население | Муниципальное образование          |
| -- | ---------------- | ------- | --------- | ---------------------------------- |
| 1  | Батово           | село    | 607       | сельское поселение Сибирский       |
| 2  | Белогорье        | деревня | 337       | сельское поселение Луговской       |
| 3  | Бобровский       | посёлок | 459       | сельское поселение Горноправдинск  |
| 4  | Выкатной         | посёлок | 727       | сельское поселение Выкатной        |
| 5  | Горноправдинск   | посёлок | ↘4542     | сельское поселение Горноправдинск  |
| 6  | Долгое Плесо     | деревня | ↗10       | межселенная территория             |
| 7  | Елизарово        | село    | 427       | сельское поселение Кедровый        |
| 8  | Зенково          | село    | 87        | сельское поселение Шапша           |
| 9  | Кедровый         | посёлок | 986       | сельское поселение Кедровый        |
| 10 | Кирпичный        | посёлок | 669       | сельское поселение Луговской       |
| 11 | Красноленинский  | посёлок | 649       | сельское поселение Красноленинский |
| 12 | Кышик            | село    | ↘651      | сельское поселение Кышик           |
| 13 | Луговской        | посёлок | 1599      | сельское поселение Луговской       |
| 14 | Лугофилинская    | деревня | 49        | сельское поселение Горноправдинск  |
| 15 | Нялина           | деревня | 81        | сельское поселение Нялинское       |
| 16 | Нялинское        | село    | 611       | сельское поселение Нялинское       |
| 17 | Пырьях           | посёлок | 217       | сельское поселение Нялинское       |
| 18 | Реполово         | село    | 405       | сельское поселение Сибирский       |
| 19 | Селиярово        | село    | ↘1503     | сельское поселение Селиярово       |
| 20 | Сибирский        | посёлок | 745       | сельское поселение Сибирский       |
| 21 | Согом            | деревня | ↗305      | сельское поселение Согом           |
| 22 | Троица           | село    | 394       | сельское поселение Луговской       |
| 23 | Тюли             | село    | 277       | сельское поселение Выкатной        |
| 24 | Урманный         | посёлок | 43        | сельское поселение Красноленинский |
| 25 | Цингалы          | село    | 724       | сельское поселение Цингалы         |
| 26 | Чембакчина       | деревня | 51        | сельское поселение Цингалы         |
| 27 | Шапша            | деревня | 547       | сельское поселение Шапша           |
| 28 | Ягурьях          | деревня | 213       | сельское поселение Луговской       |
| 29 | Ярки             | деревня | 215       | сельское поселение Шапша           |

### Упразднённые населённые пункты
Деревня Матка.
В 2015 году упразднены: село Базьяны, деревни Семейка и Сухорукова в связи с отсутствием в них постоянно проживающего населения.
В 2018 году упразднена деревня Скрипунова в связи с отсутствием в них постоянно проживающего населения.

## Руководство
Глава района — Минулин Кирилл Равильевич.

## Экономика
Уровень доходов населения составил 16,2 тыс. рублей в 2007 году, увеличившись по сравнению с 2006 годом на 10,2 %. Доля заработной платы в структуре доходов населения района за 2007 год составила около 83 %.

## Транспорт и связь
На территории района действует водная навигация по рекам Иртыш и Обь.

## Культура и образование
В Ханты-Мансийском районе действует 43 образовательных учреждения, в том числе 1 начальная школа, 5 основных школ, 17 средних общеобразовательных школ, 15 дошкольных образовательных учреждений, 1 учреждение дополнительного образования детей, 1 общеобразовательная школа-интернат, 3 образовательных учреждения для детей дошкольного и младшего школьного возраста.
В районе действуют 26 учреждений культурно-досугового типа. Созданы 12 муниципальных учреждений культуры с 12 филиалами (сельские дома культуры и клубы). Действует детская музыкальная школа. Создано муниципальное учреждение культуры «Централизованная библиотечная система». 8 библиотек действуют на территории сельских поселений района, 13 входят в состав культурно-досуговых центров.

## СМИ
На территории района еженедельно выпускается газета «Наш район».

## Спорт
В спортивно-массовых мероприятиях окружного и районного значения приняли участие 908 жителей сельских поселений района. В 2007 году расширился перечень окружных спортивно-массовых мероприятий. Основными из них стали: Окружная Спартакиада школьников «Олимпийская Юность Югры», Окружная спартакиада среди лиц с ограниченными возможностями, Окружная спартакиада допризывной и призывной молодёжи. Подготовлено более 380 спортсменов массовых разрядов, в том числе 1 — среди спортсменов-инвалидов.

## Достопримечательности
- На территории района располагаются Елизаровский республиканский заказник, Васпухольский заказник, памятник природы «Шапшинский кедровник». В национальном посёлке Кышик действует этнографический музей, в котором можно познакомиться с самобытной культурой и традициями коренного населения.
- В 2008 году в Югре был создан памятник природы регионального значения «Луговские мамонты». Луговское местонахождение мамонтовой фауны известно с конца 1950-х годов. К началу 2002 года было собрано более 4,5 тыс. ископаемых остатков позвоночных (в основном мамонтов), а также несколько экземпляров палеолитических орудий: отщепов, осколов и пластин неправильной формы с ретушью проксимального края. Возраст предметов датируется сартанским временем (15—10 тыс. лет назад). Самой известной находкой является грудной позвонок самки мамонта, пробитый каменным наконечником стрелы. Ископаемые остатки приурочены к донным отложениям Мамонтова ручья, прорезающего тело террасы. Общая площадь памятника природы составляет 161,2 га[25].

## Гимн района
Салют тебе, наш доблестный район!
Музыка и слова Эдуарда Николаевича Саламатина
Был на исходе двадцать третий год,

Гражданскую войну прошёл народ.

В пылу противоборства двух сторон

Родился наш Самаровский район.
Познали всё, и горе, и свинец,

Репрессии затравленных сердец,

Познали и колхозов первых жизнь,

Мотало так — попробуй удержись.
Припев:

Давайте, по обычаям Российским,

Мы за район Самаровский нальём.

За павших, за родных, друзей и близких

За тех, кому мы славу здесь поём.
Давайте, по обычаям Российским,

Поднимем тост, за славный юбилей,

За доблестный район Ханты-Мансийский,

За честь и славу, за его людей.
Беда пришла с войною в каждый дом.

Все для победы, для борьбы с врагом.

Казалось, невозможно было жить,

Но надо было жить, чтоб победить.
Шли тысячи самаровцев на фронт,

А тыл им помогал чем только мог.

Шлёт Сталин благодарности слова -

Самаровский колхозник бьёт врага.
Припев:

Давайте, по обычаям Российским,

Мы за район Самаровский нальём.

За павших, за родных, друзей и близких

За тех, кому мы славу здесь поём.
Давайте, по обычаям Российским,

Поднимем тост, за славный юбилей,

За доблестный район Ханты-Мансийский,

За честь и славу, за его людей.
Прошла война, утихли те года,

Но мы не позабудем никогда

Всех павших и всех выживших едва,

Вы в нашем сердце будете всегда.
Салют тебе наш доблестный район,

Всем ветеранам низкий наш поклон,

Да будет счастьем полон каждый дом,

Когда-нибудь мы все же заживём.
Припев:

Давайте, по обычаям Российским,

Мы за район Самаровский нальём.

За павших, за родных, друзей и близких

За тех, кому мы славу здесь поём.
Давайте, по обычаям Российским,

Поднимем тост, за славный юбилей,

За доблестный район Ханты-Мансийский,

За честь и славу, за его людей.